# カールスルーエ市電NET 2012形電車
NET 2012は、ドイツの都市・カールスルーエの路面電車であるカールスルーエ市電で使用されている電車。鉄道線への直通運転（カールスルーエ・シュタットバーン）にも対応した部分超低床電車で、形式名は「低床電動車・2012（Niederflur-Elektrotriebwagen 2012）」を意味する。

## 概要
2011年、カールスルーエを中心とした路面電車やシュタットバーン網を運営するカールスルーエ交通事業（VBK）とアルブタール交通（AVG）は、長年使用された旧型電車の置き換えを目的にフォスロへ向けて新型電車の発注を実施した。これが「NET 2012」と呼ばれる車両で、フォスロが開発した「シティリンク」の一車種である。
ループ線が存在する路線での使用を前提とした片運転台・片方向式の3車体連接車で、乗降扉は車体右側にのみ設置されている。動力台車が設置されている前後車体の端部を除いた車内全体の80 %が床上高さ345 mmの低床構造となっており、カールスルーエ市電のプラットホームとの段差を解消している。この低床部分にはベビーカーや車椅子が設置可能なフリースペースが5箇所存在する他、手すりや車内の段差など必要な箇所へのシグナルイエローの色付けを始めとした多くのバリアフリーへの対応がなされている。
流線形の前面にはクラッシャブルゾーンが設置されており、衝突時の運転手の安全確保がなされている他、最新の人間工学を用いた運転台は運転手の疲労の軽減が図られている。これらの設計においては、カールスルーエ市電の運転手や労働組合も関与している。また、鉄道規格の区間への直通運転を前提としているため、路面電車規格（BOStrab）と鉄道規格（EBO）双方に適応した設計が採用されている。
電気機器はキーペが手掛けており、主電動機には三相誘導電動機が採用されている。台車には空気ばねが用いられており、騒音の軽減や乗り心地の向上が図られている。

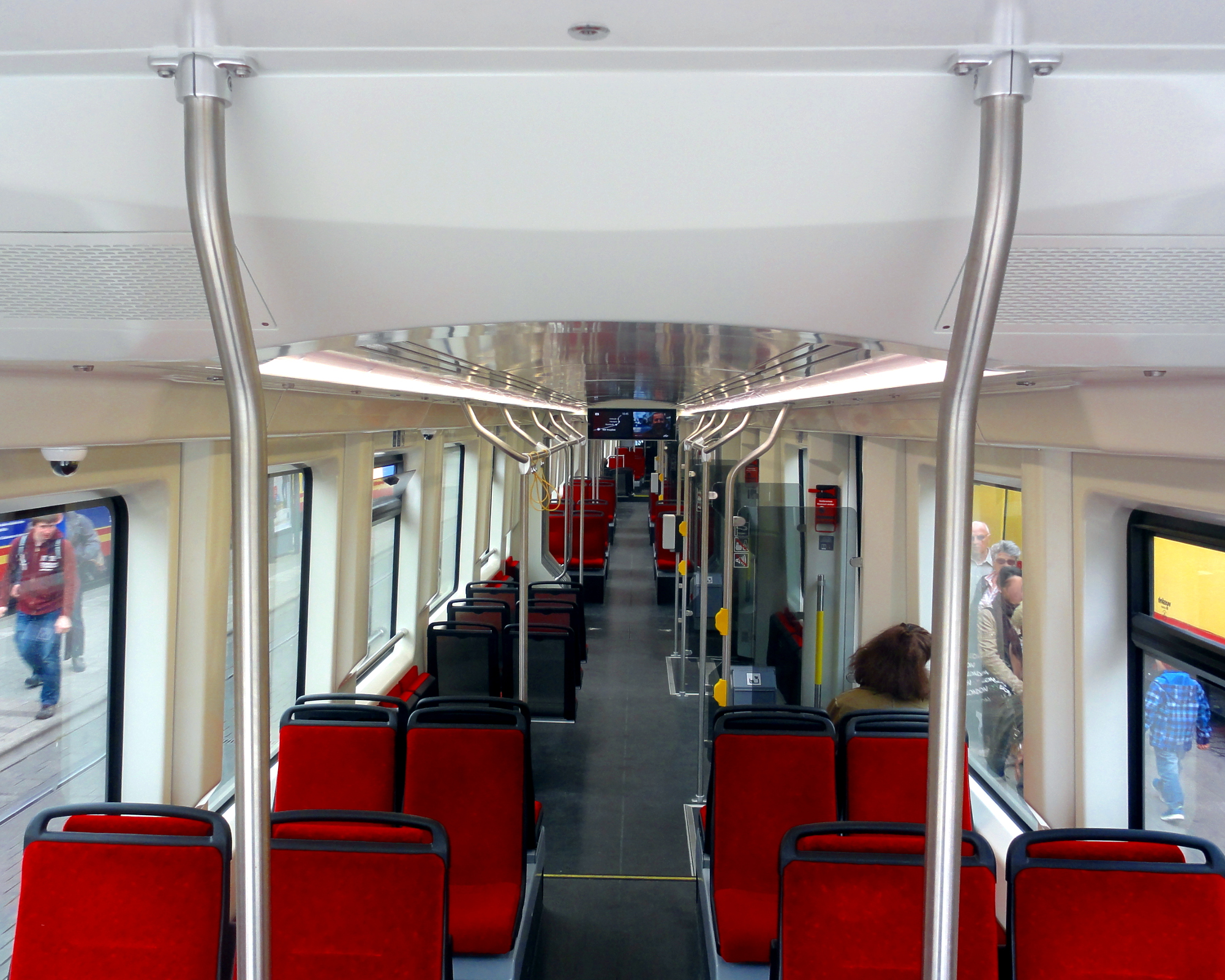
車内
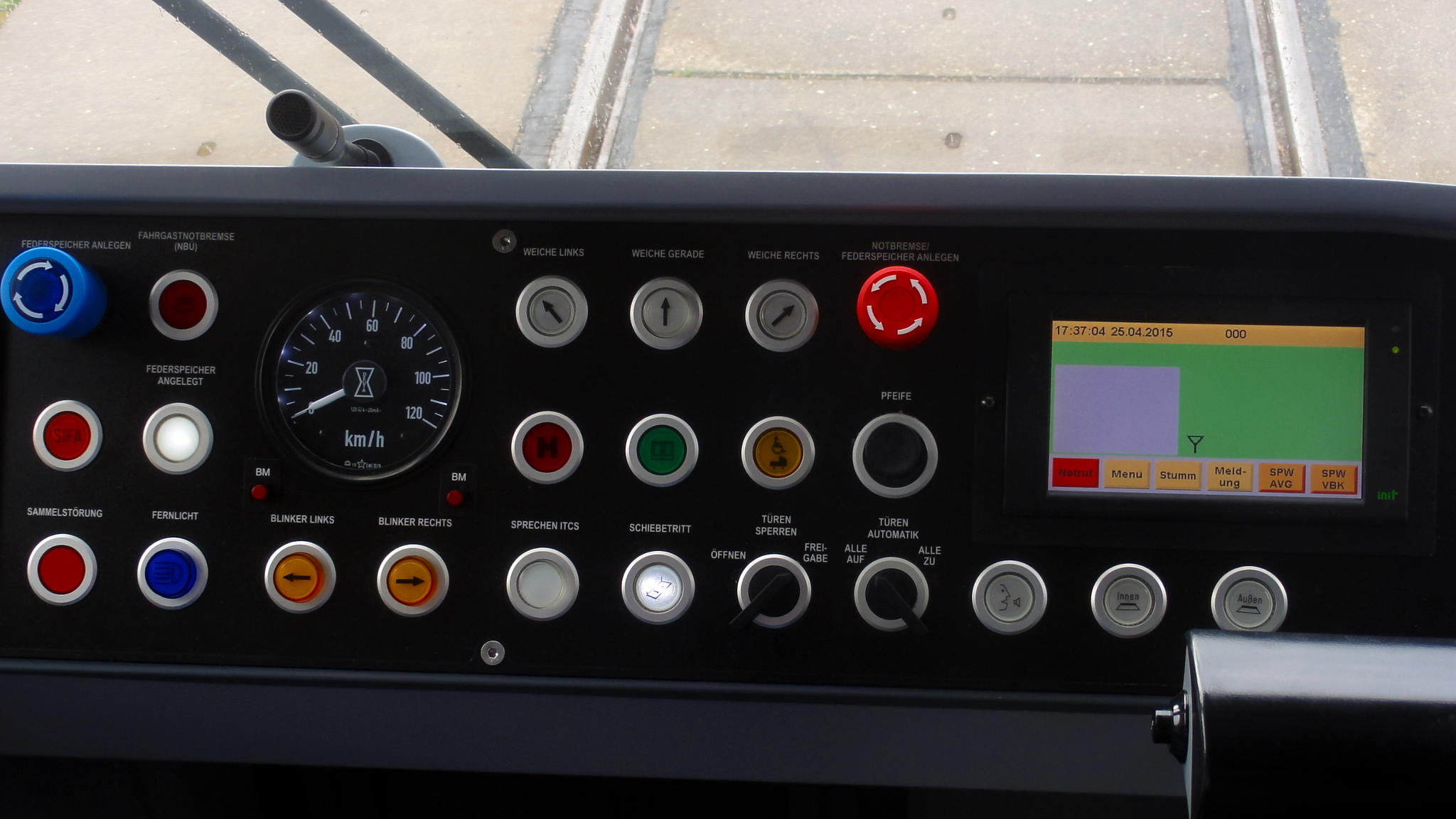
運転台
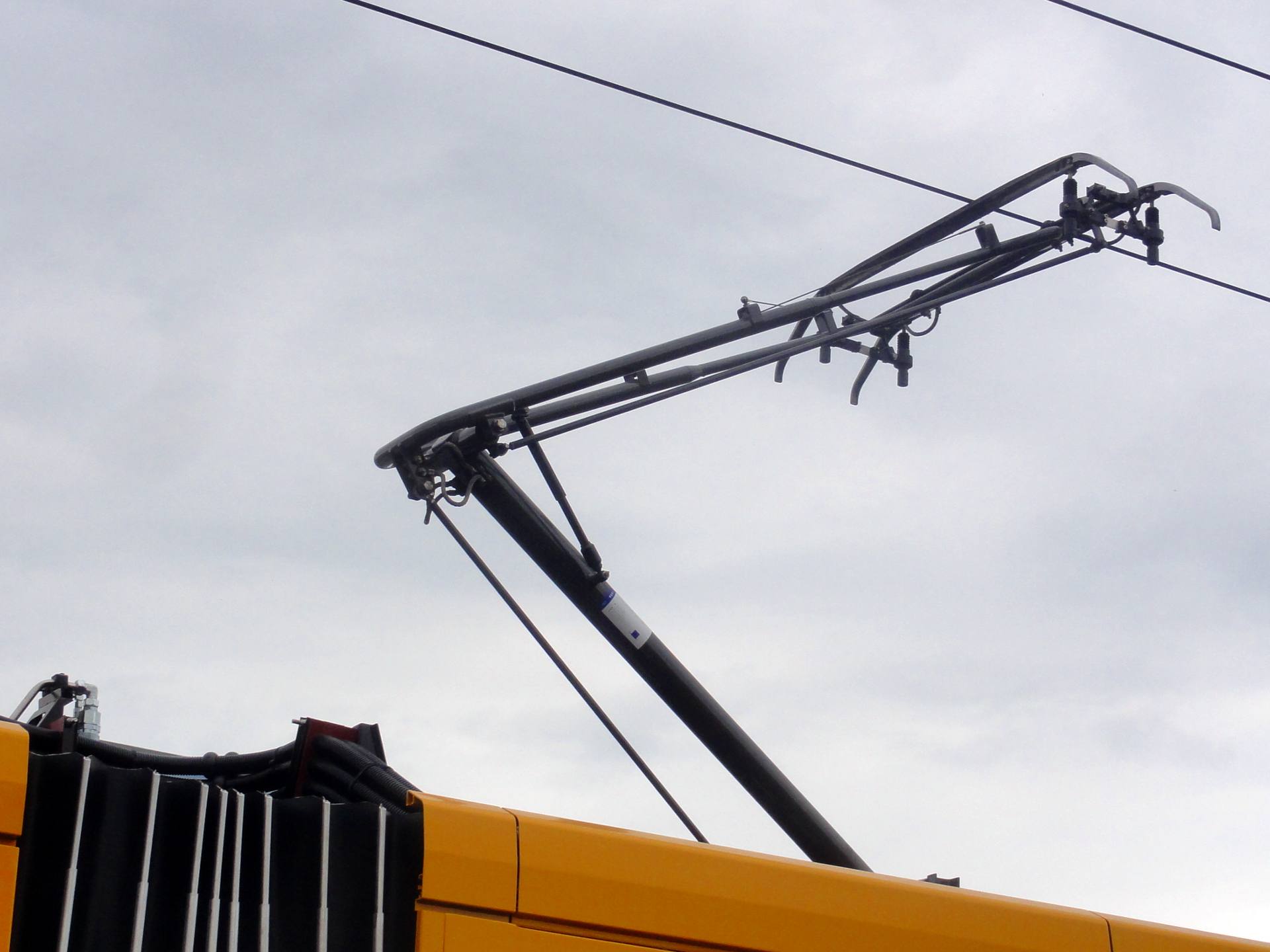
パンタグラフ
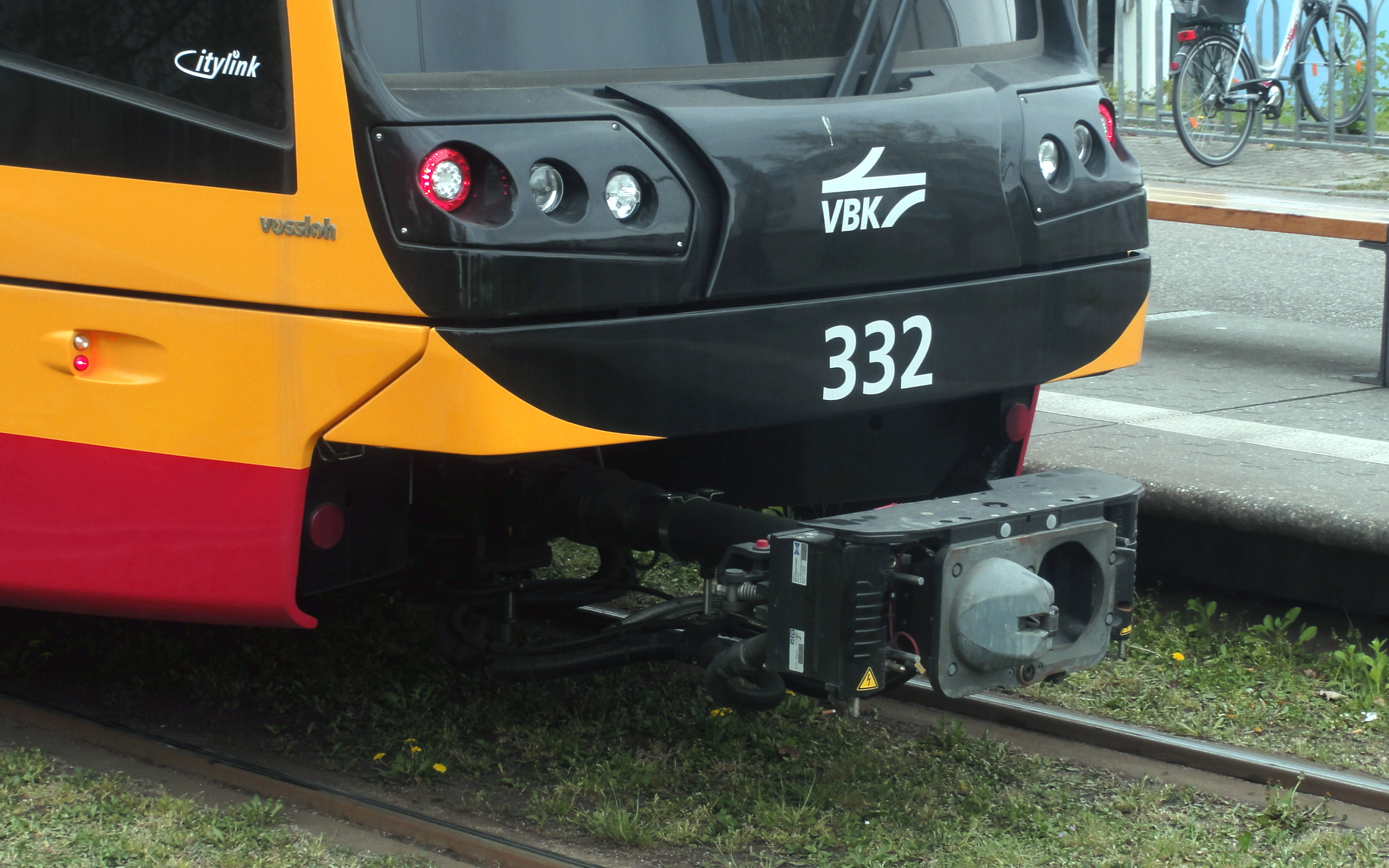
前面下部には連結器が収納されている

## 運用
製造は2013年から始まり、翌2014年10月18日に営業運転を開始した。その後、オプション権を行使する形で2015年と2016年に25両ずつ、合計50両の発注が行われ、2019年までに全75両の納入が完了した。これらの車両のうち36両をカールスルーエ交通事業が、39両をアルブタール交通が所有しており、カールスルーエ市電の全系統に加え鉄道規格の区間へ直通するS1・S11・S12号線で使用されている。
塗装については他形式と同様に赤色と黄色が用いられているが、アルブタール交通に在籍する1両（355）は2017年の同社設立60周年を記念して過去に使用された黄緑色と黄色を主体とした塗装が施されている。

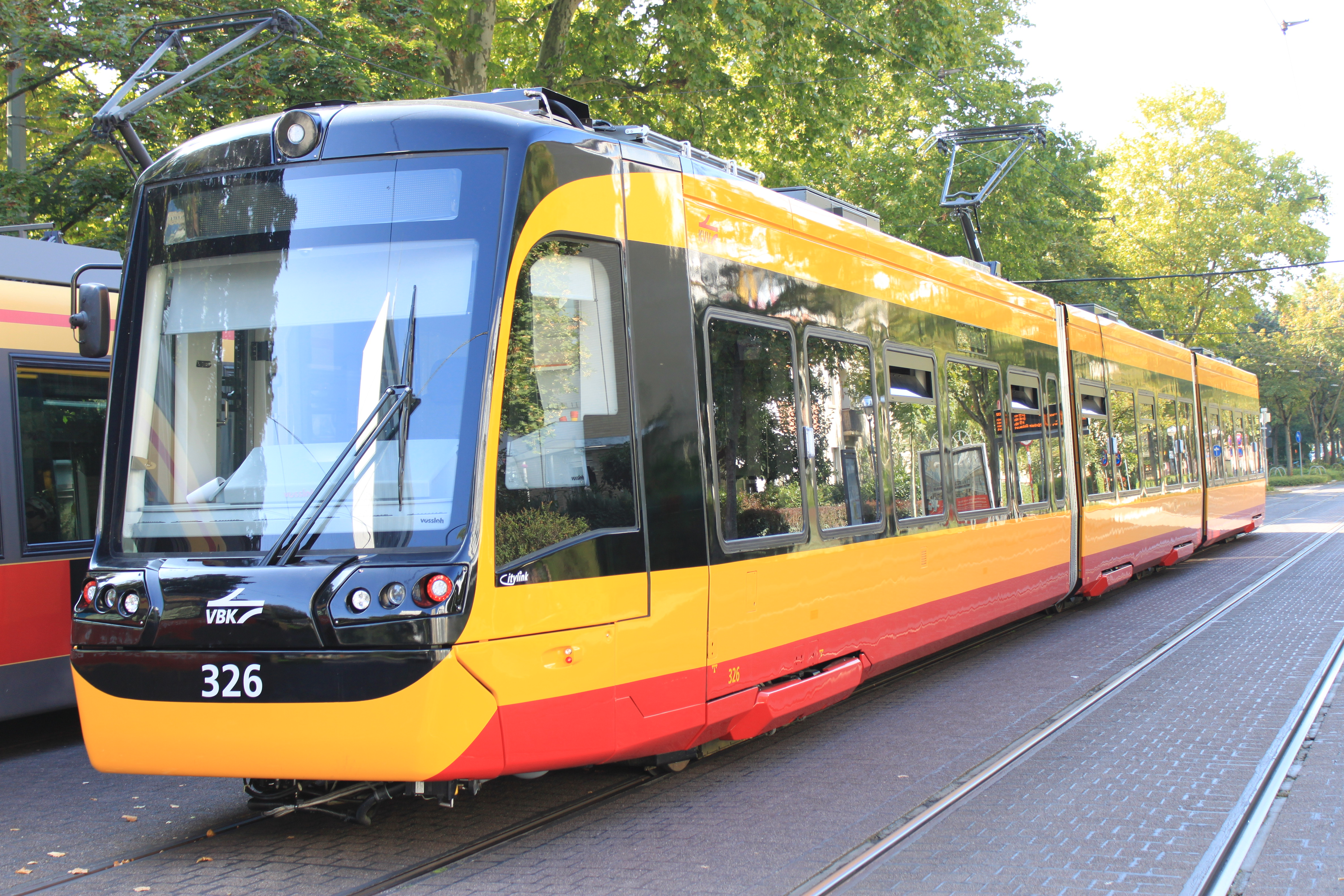
326 （2014年撮影）
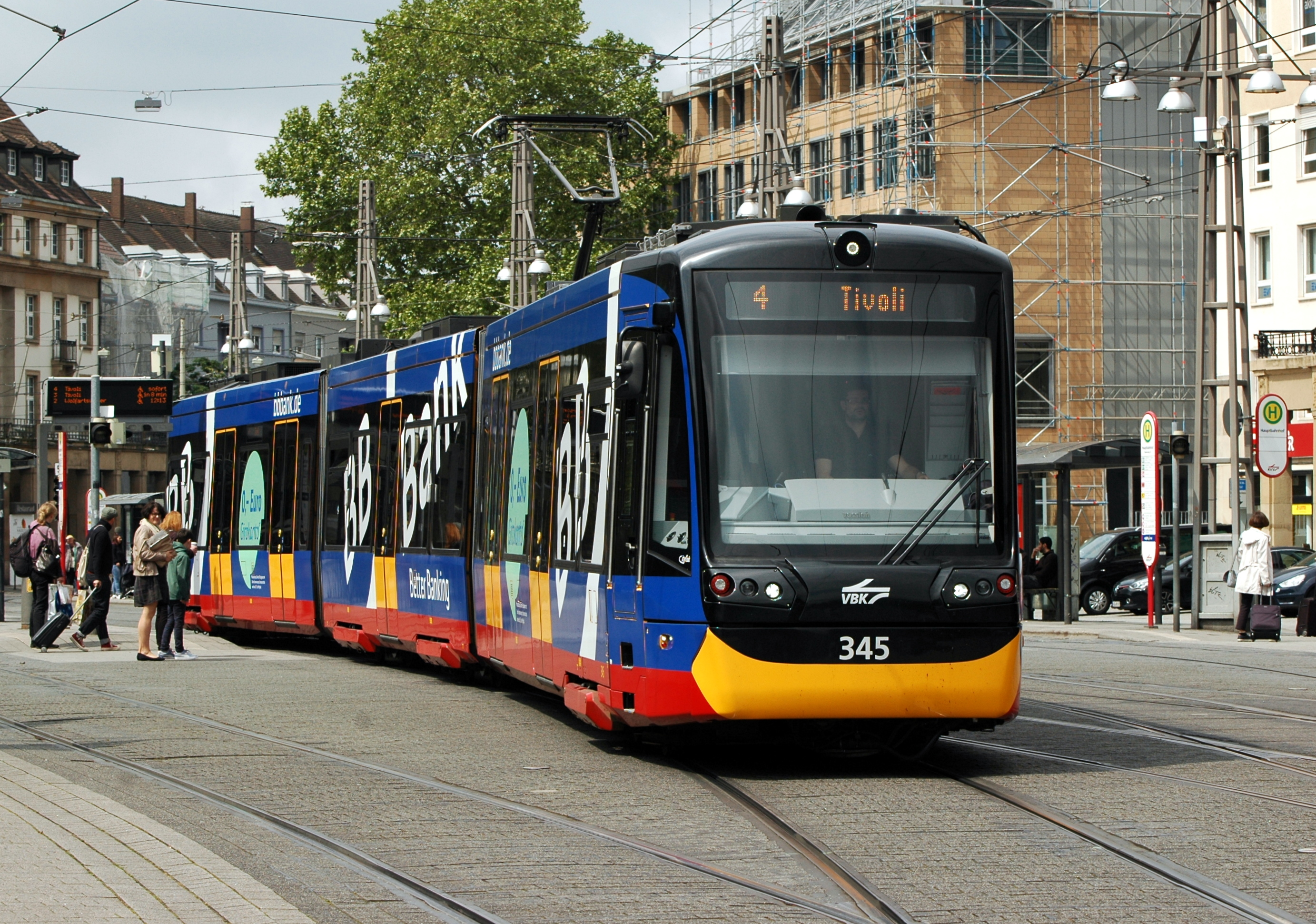
345（広告塗装） （2019年撮影）
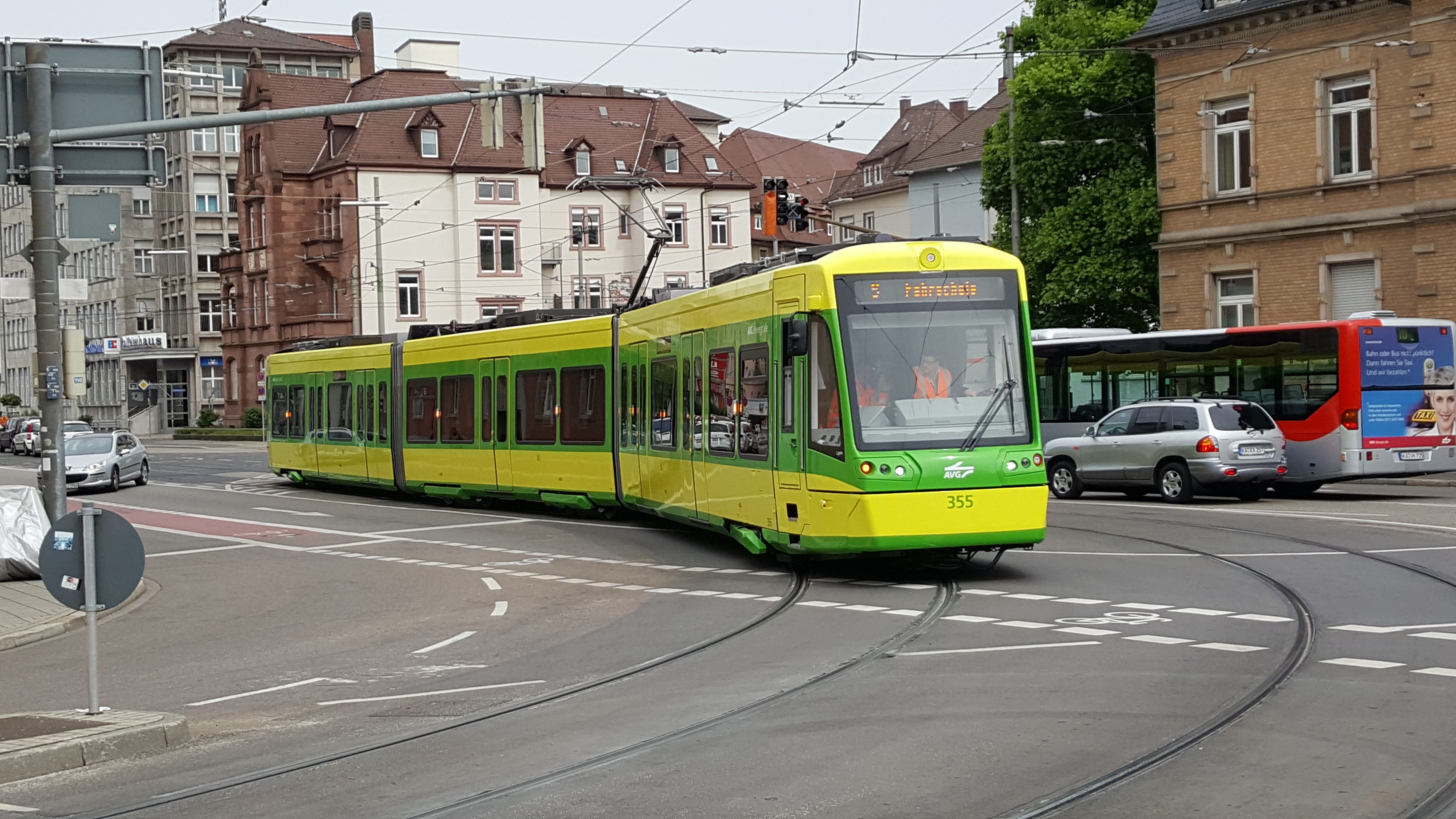
355（復刻塗装） （2017年撮影）
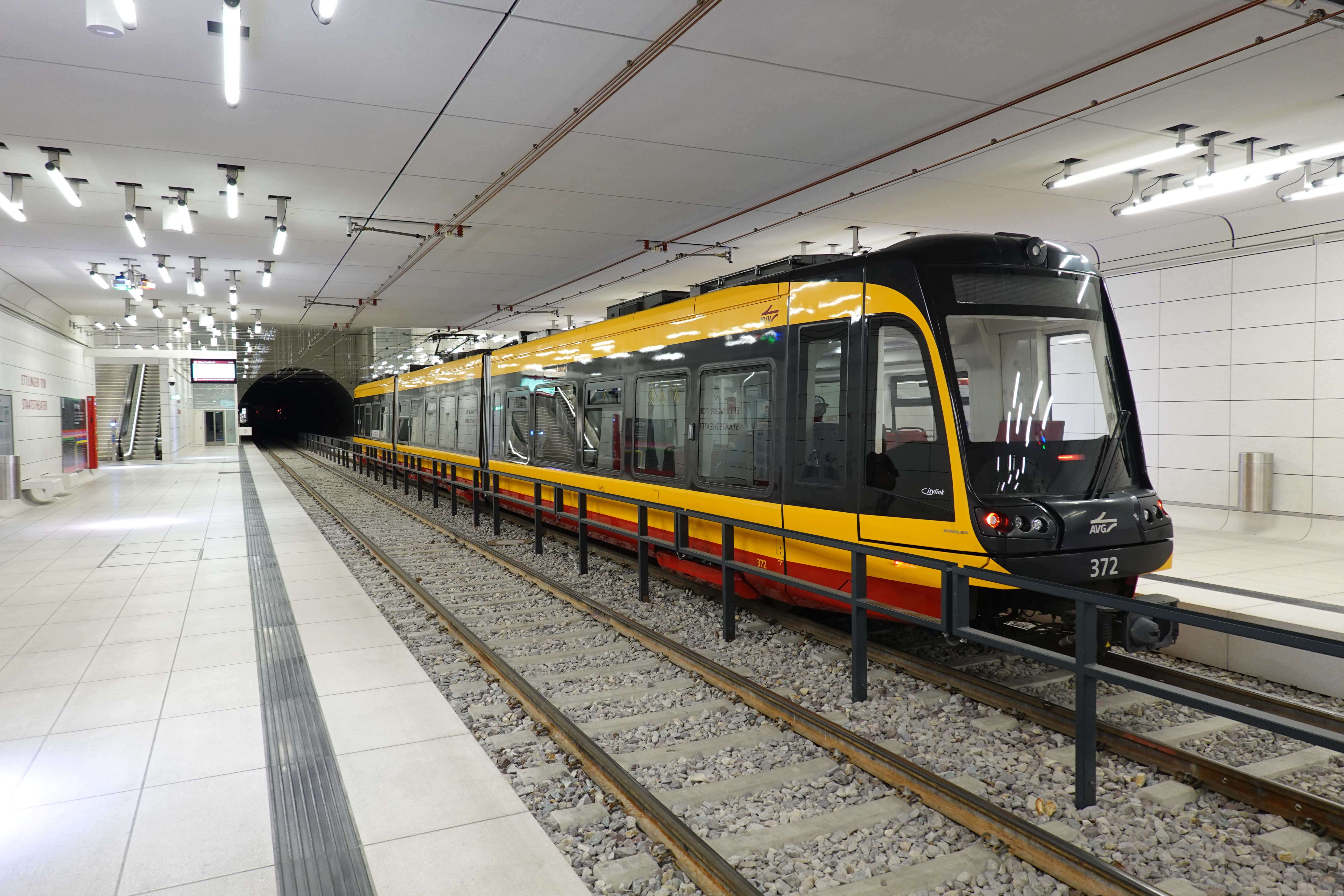
372 （2022年撮影）